# Próba Rinnego

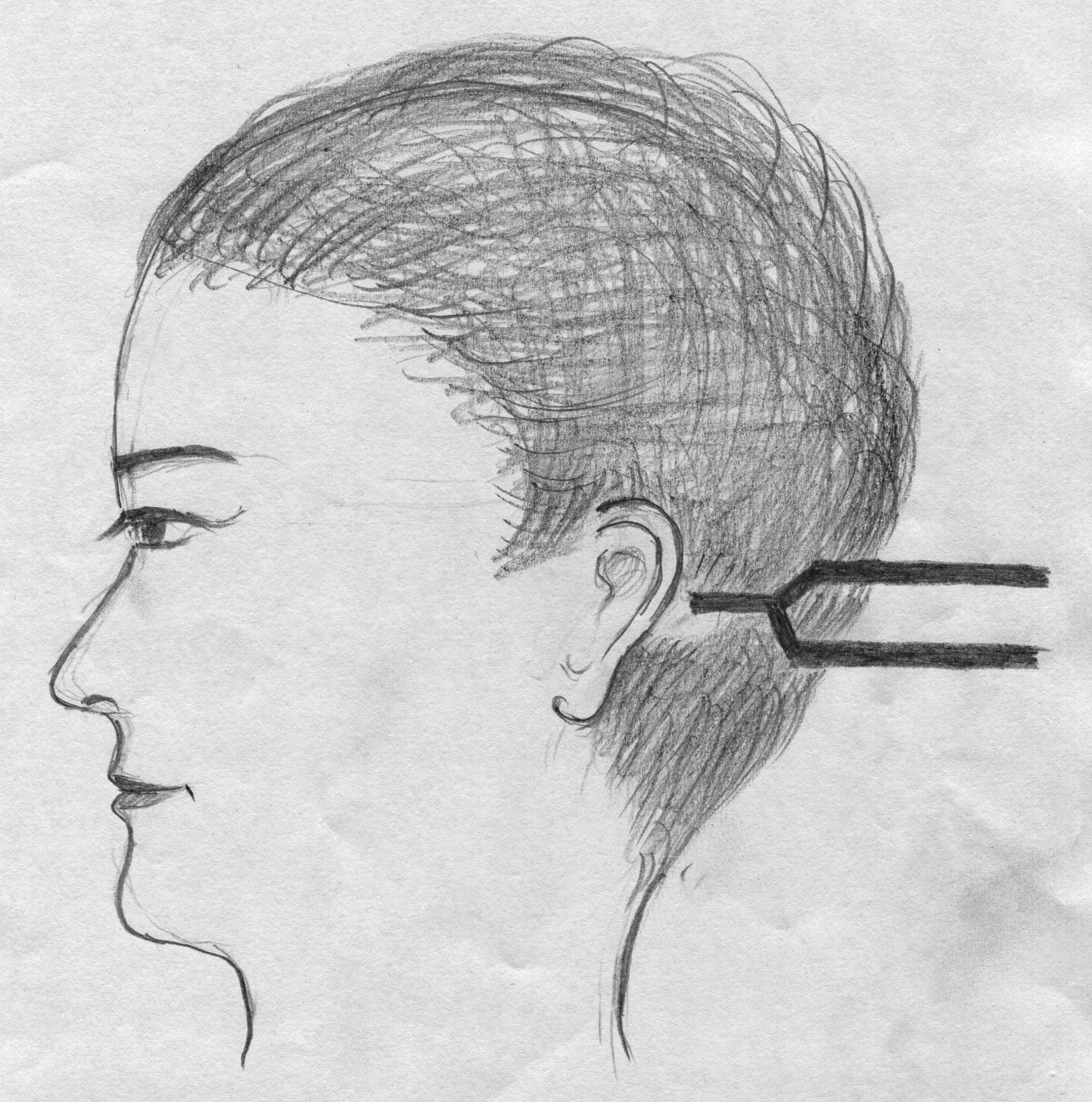
Próba Rinnego

Próba Rinnego – służy przede wszystkim  do oceny utraty słuchu. Porównuje czas słyszenia dźwięków przenoszonych przez przewodnictwo powietrzne z dźwiękami przenoszonymi przez przewodnictwo kostne. W ten sposób szybko można ocenić stopień i obecność utraty słuchu.
Próbie Rinnego zawsze powinna towarzyszyć próba Webera, w celu wykrycia utraty słuchu zmysłowo-nerwowego, a tym samym potwierdzenia charakteru utraty słuchu. Próba Rinnego została nazwana na cześć niemieckiego otologa Heinricha Adolfa Rinnego (1819–1868), a próba Webera otrzymała swoją nazwę po niemieckim psychologu  Ernst Heinrich Weber (1795–1878).

## Przebieg
Próbę Rinnego wykonywana jest poprzez umieszczenie wibrującego kamertonu, o częstotliwości 512 Hz, przy kostce wyrostka sutkowatego pacjenta i poproszeniu go o poinformowaniu, kiedy przestanie on słyszeć wibracje. Następnie wciąż wibrujący kamerton umieszczany jest w odległości 1–2 cm od kanału słuchowego, a pacjent pytany jest, czy słyszy wibracje.

## Wyniki

### Prawidłowy słuch
- Przewodnictwo powietrzne powinno być większe niż przewodnictwo kostne, więc pacjent powinien być w stanie usłyszeć kamerton obok małżowiny usznej (ucha zewnętrznego) po tym, jak nie będzie już mógł go usłyszeć, gdy zostanie przyłożony do wyrostka sutkowatego.

### Nieprawidłowy słuch
- Jeśli pacjent nie jest w stanie usłyszeć kamertonu po przeniesieniu go z wyrostka sutkowatego do małżowiny usznej, oznacza to, że jego przewodnictwo kostne jest większe niż przewodnictwo powietrzne. Wskazuje to, że coś hamuje przepływ fal dźwiękowych z kanału słuchowego, przez aparat ucha środkowego do ślimaka (tj. Występuje przewodzeniowy ubytek słuchu).
- W przypadku niedosłuchu zmysłowo-nerwowego zdolność wyczuwania kamertonu zarówno przez przewodnictwo kostne, jak i powietrzne jest równie zmniejszona, co oznacza, że pacjent usłyszy kamerton przez przewodnictwo powietrzne, gdy nie będą już w stanie słyszeć przez przewodnictwo kostne. Ten stan rzeczy jest taki sam, jak u osób z prawidłowym słuchem, ale pacjenci z niedosłuchem zmysłowo-nerwowym wskazują, że dźwięk został zatrzymany znacznie wcześniej. Może to zostać ujawnione przez osobę przeprowadzającą badanie (przy normalnym słuchu) umieszczającą widelec blisko własnego ucha, gdy pacjent wskaże, że dźwięk ucichł, a będzie on nadal słyszalny dla zdrowego ucha.

## Przewodnictwo powietrzne i kostne
Przewodzenie powietrzne wykorzystuje aparat ucha środkowego (małżowina uszna, błona bębenkowa i kosteczki słuchowe) do wzmacniania i kierowania dźwięku do ślimaka, podczas gdy przewodnictwo kostne omija niektóre lub wszystkie z nich i umożliwia przekazywanie dźwięku bezpośrednio do ucha wewnętrznego, aczkolwiek redukuje osłabia ona przewodzony dźwięk.
| Opis | Zależności | Pozytywny/Negatywny |
| --- | ---------- | ------------------- |
| W uchu z normalnym słuchem i uchu z niedosłuchem zmysłowo-nerwowym przewodnictwo powietrzne (AC) jest większe niż przewodnictwo kostne (BC) | AC > BC    | Pozytywny           |
| W uchu ubytkiem słuchu przewodnictwo kostne (BC) jest lepsze niż przewodnictwo powietrzne (AC)                                              | BC > AC    | Negatywny           |

Zauważ, że słowa pozytywny i negatywny są tutaj używane w nieco mylący sposób, w porównaniu do ich typowego użycia w badaniach medycznych. Dodatni lub ujemny w tym przypadku oznacza, że określony parametr został oceniony lub nie. W tym przypadku parametrem, jest to czy przewodnictwo powietrzne (AC) jest lepsze niż przewodnictwo kostne (BC). Zatem „pozytywny” wynik wskazuje na stan zdrowia, w przeciwieństwie do wielu innych testów medycznych. Dlatego niektórzy wolą unikać używania terminów „pozytywny” lub „negatywny” i po prostu stwierdzają, czy test był normalny czy nienormalny. Na przykład: „Próba Rinnego był nieprawidłowy w prawym uchu, przewodnictwo kostne było większe niż przewodnictwo powietrzne”.
|                                       | Próba Webera bez lateralizacji | Lateralizacja do ucha lewego              | Lateralizacja do ucha prawego            |
| ------------------------------------- | ------------------------------ | ----------------------------------------- | ---------------------------------------- |
| Próba Rinnego obustronnie dodatnia    | Norma                          | Niedosłuch czuciowo-nerwowy w uchu prawym | Niedosłuch czuciowo-nerwowy w uchu lewym |
| Próba Rinnego ujemna dla ucha lewego  |                                | Niedosłuch przewodzeniowy w uchu lewym    | Niedosłuch mieszany                      |
| Próba Rinnego ujemna dla ucha prawego |                                | Niedosłuch mieszany                       | Niedosłuch przewodzeniowy w uchu prawym  |

## Ograniczenia
Próba ta i jej uzupełnienie, Próba Webera, są szybkimi testami przesiewowymi i nie zastępują formalnej audiometrii. Ostatnio jego wartość jako testu przesiewowego została zakwestionowana. Próba Rinnego nie jest wiarygodna w rozróżnianiu przypadków utraty czuciowo-nerwowej i ciężkiej jednostronnej lub całkowitej utraty czuciowo-nerwowej. W takich przypadkach przewodzenie kości do przeciwnego ucha normalnego będzie lepsze niż przewodnictwo powietrzne, co da wynik fałszywie ujemny. W takim przypadku test Webera wykaże jednak oznaki lateralizacji, sugerując pewien rodzaj patologii. Formalne badania audiometryczne byłyby wymagane, jeśli zostaną przedstawione jakiekolwiek nieprawidłowe wyniki.